# Женска рукометна репрезентација Грчке
Женска рукометна репрезентација Грчке у организацији Рукометног савеза Грчке представља Грчку у рукомету на свим значајнијим светским и континенталним такмичењима.

## Успеси репрезентације

### Наступи наОлимпијским играма
| Година      | Турнир               | Пласман   | ИГ | П | Н | И | ГД | ГП  | ГР  |
| ----------- | -------------------- | --------- | -- | - | - | - | -- | --- | --- |
| Атина 2004. | Утакмица за 9. место | 10. место | 5  | 0 | 0 | 5 | 97 | 152 | -55 |
| Укупно      | 1                    | 10. место | 5  | 0 | 0 | 5 | 97 | 152 | -55 |

### Наступи наСветским првенствима
- Грчка до сада није учествовала ни на једном Светском првенству у рукомету за жене

### Наступи наЕвропским првенствима
- Грчка до сада није учествовала ни на једном Европском првенству у рукомету за жене